# Cheiraster niasicus
Cheiraster niasicus is een zeester uit de familie Benthopectinidae.
De wetenschappelijke naam van de soort werd in 1910 gepubliceerd door Hubert Ludwig.